# Aphanocalyx djumaensis
Aphanocalyx djumaensis är en ärtväxtart som först beskrevs av De Wild., och fick sitt nu gällande namn av J.Leonard. Aphanocalyx djumaensis ingår i släktet Aphanocalyx och familjen ärtväxter. Inga underarter finns listade i Catalogue of Life.